# DOS-11
BATCH-11/DOS-11 (также известная как DOS-11) — операционная система реального времени от Digital Equipment Corporation (DEC). Первая версия DOS-11 (V08-02) была выпущена в 1970 и стала первой операционной системой для мини-компьютеров Digital PDP-11.
DOS-11 была непроста в использовании и быстро потеряла популярность с выпуском RT-11 в 1973. Она поставлялась с XXDP, программой диагностики и мониторинга для PDP-11. В отличие от других ОС Digital, DOS-11 также имела компилятор FORTRAN-IV (Ansi-66). FORTRAN-IV не поддерживался на машинах с оперативной памятью меньше 12 КБ. Для систем с 8 и 12 КБ памяти была доступна укороченая версия ассемблера MACRO-11.
Ядро DOS-11 состояло из одного файла под названием MONLIB.LCL. Расширение LCL является акронимом от LInked Core Image Library (или LICIL). Библиотека LICIL могла быть сохранена на любом типе носителей, который поддерживала DOS-11 (диск, DECtape, перфолента или магнитная лента).
DOS-11 использовалась для компилирования ранних версий RSTS-11 и RSTS/E; она является предком семейства операционных систем RSX-11.